# Corylopsis spicata
Corylopsis spicata là một loài thực vật có hoa trong họ Hamamelidaceae. Loài này được Siebold & Zucc. miêu tả khoa học đầu tiên năm 1838.